# Carlton (Victoria)
Vous pouvez aider à l'améliorer ou bien discuter des problèmes sur sa page de discussion.
- Il ne cite pas suffisamment ses sources. Vous pouvez indiquer les passages à sourcer avec {{référence nécessaire}} ou {{Référence souhaitée}}, et inclure les références utiles en les liant aux notes de bas de page. (Marqué depuis janvier 2014)
- La traduction doit être revue. Le contenu est difficilement compréhensible à cause d’erreurs de traduction, peut-être dues à l’utilisation d’un logiciel de traduction automatique. (Marqué depuis août 2018)
- Il a besoin d'un nouveau plan. (Marqué depuis décembre 2021)

- Archive Wikiwix
- Bing
- Cairn
- DuckDuckGo
- E. Universalis
- Gallica
- Google
- G. Books
- G. News
- G. Scholar
- Persée
- Qwant
- (zh) Baidu
- (ru) Yandex
- (wd) trouver des œuvres sur Wikidata

Pour les articles homonymes, voir Carlton.
Carlton est un quartier de Melbourne situé à 2 km du centre-ville. Centrée autour de Lygon Street, cette banlieue est surnommée « Little Italy ».
Carlton aurait été nommé d'après Carlton House à Londres[réf. nécessaire].

## Population
Au recensement de 2011, Carlton avait une population de 14 104 habitants et une superficie de 1,8 km2. 

## Géographie
Ses limites sont l'Université de Melbourne à l'ouest, Princes Street au nord, Victoria Parade au sud, et Nicholson Street à l'est.

## Architecture
Elle possède une architecture victorienne et des jardins, comme les Carlton Gardens, ces derniers étant situés à l'emplacement du palais royal des expositions. Carlton est caractérisé par une densité de population élevée, avec un mélange d'appartements et de logements étudiants. Contrairement à la grande banlieue, les maisons individuelles y sont assez rares, représentant seulement 3 % des résidences.
Les appartements (77 %) sont la forme la plus commune de logements. Les revenus de leurs habitants sont faibles. Les deux principaux complexes immobiliers appartenant à la commission du logement se situent entre Lygon et Rathdowne Streets, et entre Nicholson et Canning Streets. Ils sont construits comme un mélange d'appartements de plain-pied jusqu'à 4 et 5 étages et des tours de grande hauteur de 22 étages qui sont réaménagées depuis 2017 en logements mixtes public-privé. 75 % des logements de Carlton sont loués, la grande majorité étant concentrée dans ces tours d'habitation. Le développement de nouveaux immeubles pour accueillir les étudiants étrangers depuis la fin des années 1990 a transformé l'horizon de faible hauteur de Swanston Street, de sorte que sa hauteur est d'environ 10-11 étages.
Les maisons de rangée composent le reste (19 %) du parc immobilier. Une grande partie de ce type de logement est un vestige de la banlieue de maisons mitoyennes datant de l'époque victorienne. Aujourd'hui, ces maisons au prix élevé sont très recherchées, et ont été une des premières causes de la gentrification du quartier. Beaucoup sont classées.
De maisons de ville à Carlton ne sont plus utilisées comme résidences et ont été converties pour un usage mixte dans le cadre de plus grands développements.

## Historique
La ville a été fondée en 1851, au début de la ruée vers l'or victorienne, et a vu l'ouverture d'un bureau de poste le 19 octobre 1865. 

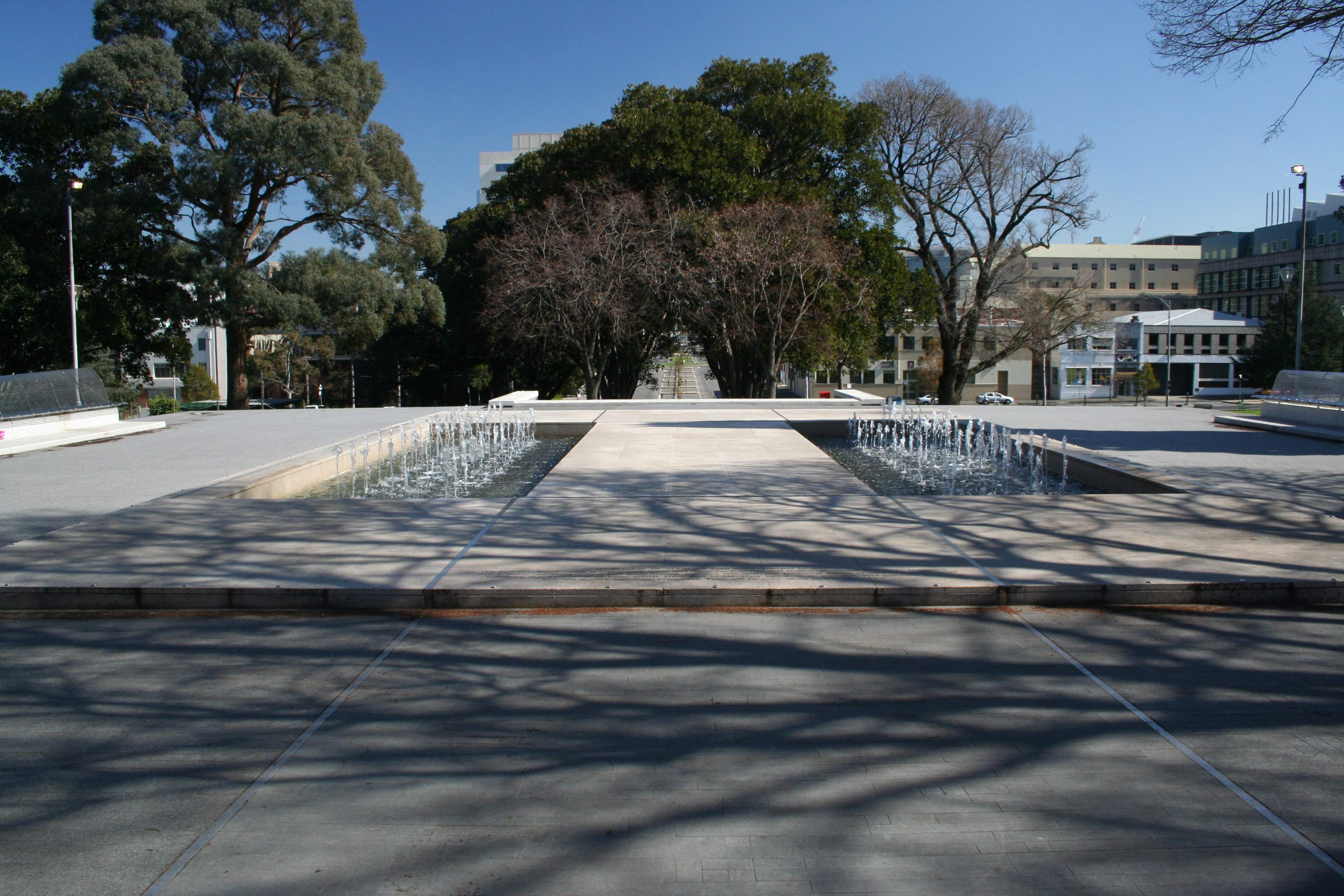
Bali Memorial.

Les espaces publics de Carlton ont été planifiés à l'époque victorienne et notamment tous les jardins. Ce sont des espaces verts rectilignes entourés de bâtiments, basés sur un modèle à la mode en Europe. Il y a cinq principaux jardins dans la banlieue – Carlton Gardens, University Place, Lincoln Square, Argyle Place et MacArthur Place. Le plus grand de ces carrés de verdure sont les Carlton Gardens, prévues pour l'Exposition universelle, avec 26 hectares.
Lincoln Square, sur Swanston Street, abrite depuis le 12 octobre 2005 le mémorial de Bali, commémorant les victimes des attentats de Bali de 2002. Il a été inauguré lors du troisième anniversaire de l'explosion qui a tué 202 personnes, dont 88 Australiens. La partie nord d'Argyle Square, adjacente à Lygon Street, a été transformée en une place de style italien, connue sous le nom de Piazza Italia, dans un projet commun entre la ville de Melbourne et sa ville jumelle, Milan. Un cadran solaire géant est la caractéristique principale de la place.
Little Italy, aussi parfois appelée la « Cité italienne » ou simplement « Lygon Street », est une « Little Italy » culturelle centrée autour de Lygon Street, à Carlton. Lygon Street abrite une grande concentration de restaurants italiens, et est le berceau de la « culture de café de Melbourne. »

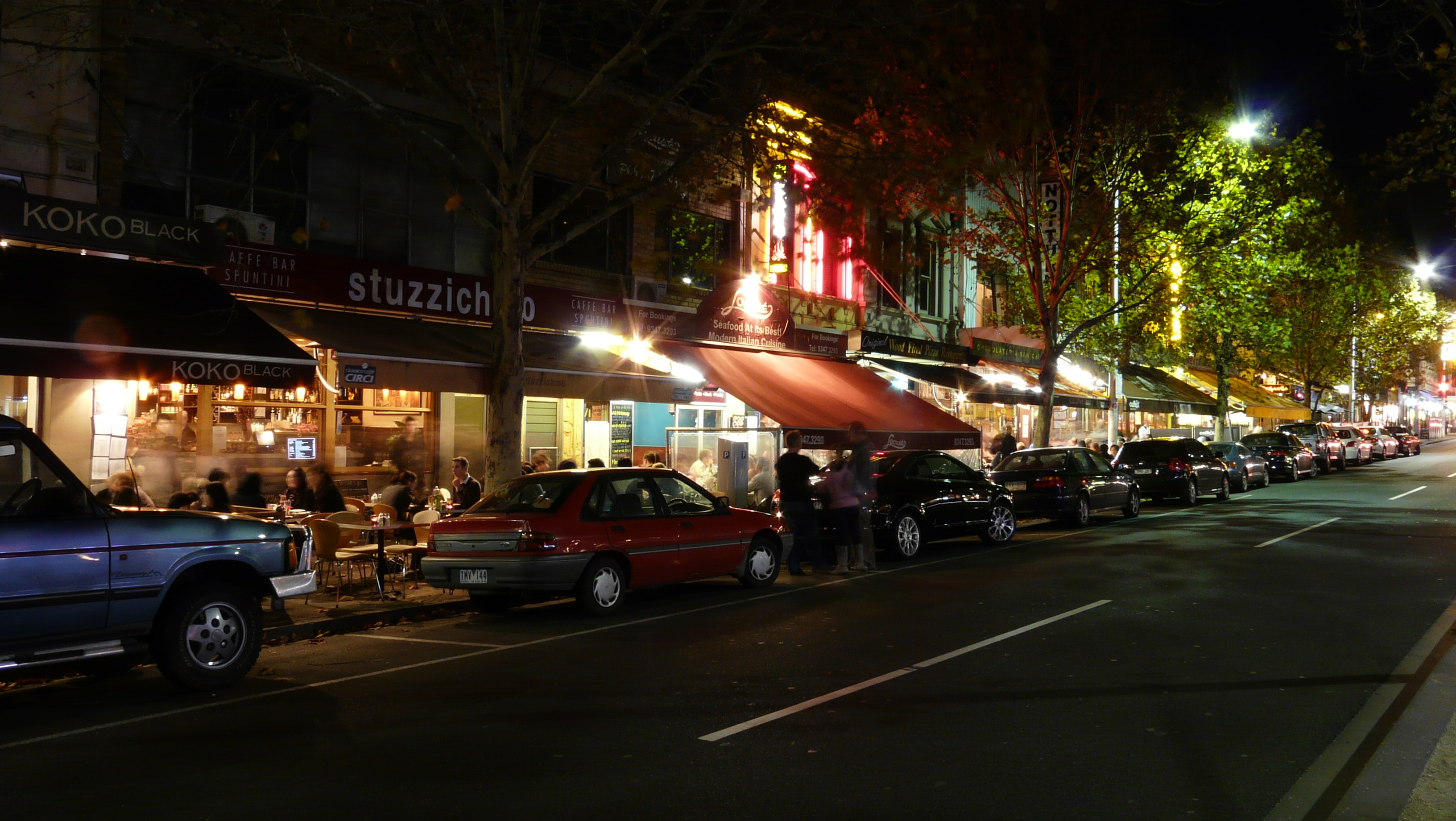
Lygon Street.

Le célèbre théâtre La Mama Theatre est situé à Carlton. Il est réputé pour le grand nombre de nouvelles pièces qui y sont présentées, ce qui est typique du début de la scène australienne de théâtre dans les années 1970. En outre, le cinéma Nova sur Lygon Street présente beaucoup de films d'art, australiens et internationaux, alors que le Readings Bookstore est une plaque tournante pour les connaisseurs de littérature et de musique depuis les années 1970.
Carlton abrite certains des plus importants bâtiments historiques de Melbourne, tels que le site du patrimoine mondial des Carlton Gardens, le Royal Exhibition Building et les ruines de l'ancienne Carlton Brewery, un ensemble de bâtiments construits entre 1864 et 1927, tous figurant sur le registre du patrimoine victorien. Les Carlton Gardens sont également le musée de Melbourne.
Carlton possède de nombreux bâtiments publics du XIXe siècle. Le Carlton Club, qui a été construit en 1889 par Inskip & Robertson, est remarquable pour ses décoratifs indigènes australiens, kangourou gargouilles et arches polychromes florentines. Le bureau de poste de Carlton et le poste de police sont tous deux de style néo-Renaissance. La Cour Carlton House, sur Drummond Street, a été conçue dans le style gothique par GBH Austin et construit entre 1888 et 1889. Les bâtiments Lygon sur Lygon Street ont été construits en 1888 dans le style maniériste. Carlton Gardens Primary School, sur Rathdowne Street, a été ouverte en 1884. Le poste de police (n°330 construit en 1878), la Court House (n°345-355 construit de 1887 à 1888) et le Medley Hall (n°48 construit de 1892 à 1893) sont d'autres bâtiments patrimoniaux remarquables.
Carlton abrite une équipe de football australien, le Carlton Football Club (connu comme « the Blues »), qui sont basés sur leur terrain historique, le Princes Park, à proximité de North Carlton. Le club joue les matchs à domicile au Docklands Stadium et au Melbourne Cricket Ground.
Lygon Street, Grattan Street et Queensberry Street faisaient partie de l'itinéraire du marathon dans les Jeux du Commonwealth de 2006, qui ont été accueillis à Melbourne. Lygon et Gilet Streets sont sur le parcours de la septième course de la saison annuelle du cyclisme, le Jayco Herald Sun Tour.
Lygon Street, qui traverse le cœur de Carlton, est un centre de la culture et la cuisine italienne. Il est populaire parmi les étrangers et les habitants de Melbourne pour ses nombreux restaurants, en particulier les restaurants italiens. Lygon Street abrite six glaciers spécialisés, et plusieurs salons de thé continentaux.
La région est connue pour sa population diversifiée qui abritait dans les premiers jours des immigrés juifs et italiens. Un grand nombre de résidents à faibles revenus vivent dans des logements publics importants qui ont été construits dans les années 1960. Carlton dispose également d'une importante population tertiaire des étudiants, locaux et internationaux, en raison de sa proximité avec l'université de Melbourne et de l'université RMIT.
En raison de la proximité de Carlton au campus de Parkville de l'université de Melbourne, de nombreux bâtiments universitaires se trouvent autour de Carlton, du fait de l'expansion de l'université à travers les années. Cela comprend le réaménagement de University Place, où les tout nouveaux bâtiments de droit, les bâtiments d'informatique et un nouveau parking souterrain sont situés. Cependant, l'expansion continue de l'université à Carlton provoque l'opposition de certains résidents. Deux des collèges résidentiels de l'université sont situés à Carlton : Medley Hall est située sur Drummond Street, tandis que Graduate House est sur Leicester Street. Graduate House est un collège résidentiel pour les étudiants des cycles supérieurs seulement et n'admet pas les étudiants de premier cycle. La Melbourne Business School, la Melbourne Law School et une partie de l'université RMIT sont également situés à Carlton.
L'université du Régiment de Melbourne (MUR) est basée à Grattan Street. La MUR sert à former des agents potentiels de la réserve de l'Armée australienne. La MUR a été fondée en 1884 en tant que société du 4e bataillon de fusiliers victoriens, et a changé son nom et pris son rôle actuel en 1948. Les anciens célèbres incluent sir John Monash, sir Robert Menzies, sir Ninian Stephen, Barry Humphries, et Andrew Peacock.
Carlton est également très bien desservi par le secteur de la santé. L'hôpital royal pour femmes et le nouvel hôpital royal dentaire fournissent des soins de santé de haute qualité. Il est également un centre de recherche biomédicale. L'Institut de recherche du cancer et l'Australian College of Optometry ont tous leurs locaux à Carlton. Carlton abrite un réseau (Victoria), qui assure le transport d'urgence des nouveau-nés malades entre les hôpitaux à travers le Victoria et de la Tasmanie. Il fut également le domicile du Cancer Council Victoria pendant de nombreuses années avant son déménagement à St Kilda Road.
Carlton est desservi par un grand nombre de lignes de tramway de Melbourne, le long de Swanston Street et se terminant à l'université de Melbourne. Les lignes de tram 8 et 1 continuent jusqu'à Carlton North et au-delà via Lygon Street. Il n'y a pas de trains à Carlton, la station la plus proche étant la gare centrale de Melbourne. Il y eut des discussions et des propositions de l'extension de la boucle de ville au service de Carlton, mais aucun plan concret n'a été proposé.